# Filtrado glomerular
Filtrado glomerular é o líquido produzido pelo glomérulo durante o processo de filtração glomerular Ao passar pelo glomérulo; água, eletrólitos, glicose, ureia e uma pequena quantidade de proteínas são extraídos do sangue e caem na Cápsula Renal (antiga Cápsula de Bowman), assim seguem para os outros segmentos do néfron. Nos túbulos renais, o filtrado glomerular é processado e transformado em urina. Outra característica importante do filtrado glomerular é a ausência de células do sangue (hemácias, leucócitos).